# ليني فريدمان
ليني فريدمان (بالإنجليزية: Lennie Friedman)‏ هو لاعب كرة قدم أمريكية أمريكي، ولد في 13 أكتوبر 1976 في ليفنجستون ‏ في الولايات المتحدة.

## وصلات خارجية
- ليني فريدمان على موقع مرجع كرة القدم المحترفة.كوم (الإنجليزية)